# Vasikkasaari (ö i Finland, Norra Österbotten, Koillismaa, lat 66,08, long 29,50)
Vasikkasaari är en ö i Finland. Den ligger i sjön Suininki och i kommunen Kuusamo i den ekonomiska regionen  Koillismaa ekonomiska region  och landskapet Norra Österbotten, i den nordöstra delen av landet, 700 km norr om huvudstaden Helsingfors. Öns area är 1,8 hektar och dess största längd är 210 meter i öst-västlig riktning.